# (10162) Issunboushi
(10162) Issunboushi est un astéroïde de la ceinture principale.

## Description
(10162) Issunboushi est un astéroïde de la ceinture principale. Il fut découvert le 2 janvier 1995 à Ojima par Tsuneo Niijima et Takeshi Urata. Il présente une orbite caractérisée par un demi-grand axe de 2,46 UA, une excentricité de 0,09 et une inclinaison de 7,0° par rapport à l'écliptique.

## Compléments